# Saint-Fulgent-des-Ormes
Saint-Fulgent-des-Ormes é uma comuna francesa na região administrativa da Normandia, no departamento Orne. Estende-se por uma área de 8,38 km². Em 2010 a comuna tinha 162 habitantes (densidade: 19,3 hab./km²).